# Marc Acito
Marc Acito (ur. 11 stycznia 1966 w Bayonne) – amerykański pisarz, satyryk i scenarzysta.
Według niepotwierdzonych źródeł w 1984 ukończył Westfield High School w Westfield (stan New Jersey). W 2005 napisany przez niego komiks „How I Paid for College” (główny bohater, 17-letni Edward odkrywa, że jest gejem) otrzymał nagrodę Oregon Book podczas Ken Kesey Awards. Jest to nagroda przyznawana przez American Library Association dla najbardziej popularnej wśród młodzieży książki dla dorosłych. W kwietniu 2008 ukazała się kontynuacja tego komiksu pod tytułem „Attack of the Theater People”. Marc Acito jest również felietonistą, pisze do wielu gazet (m.in. The New York Times, Portland Montly, All Things Considered).
Jest zdeklarowanym gejem i żyje ze swoim partnerem w Portland w stanie Oregon.